# Leuchtturm Robbenplate
Der Leuchtturm Robbenplate ist ein 1924/1925 errichteter Bau in der Außenweser nordwestlich von Bremerhaven.

## Lage und Geschichte

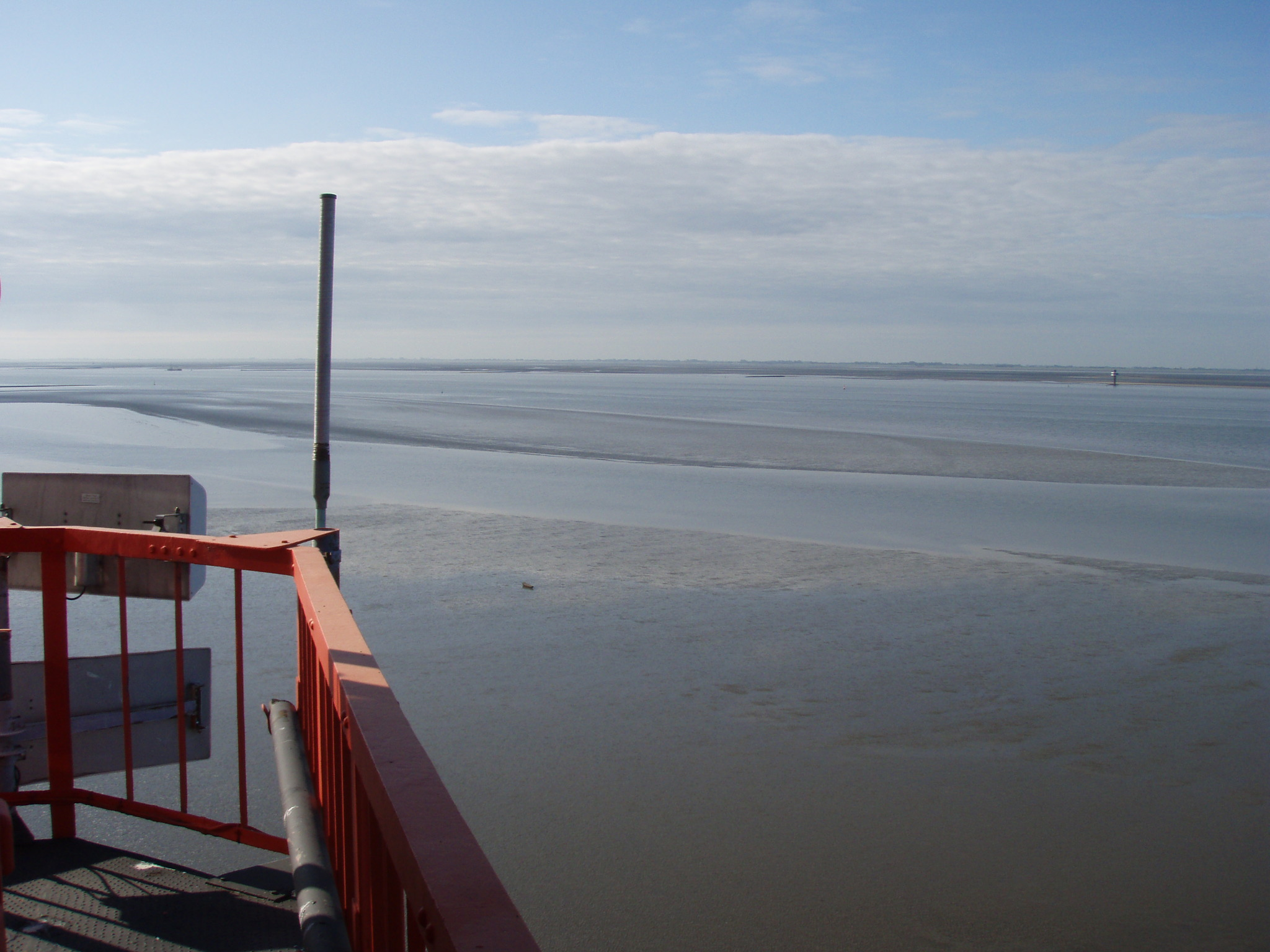
Blick vom LT Robbenplate

Er steht westlich der Sandbank Robbenplate und dient heute als Oberfeuer. Damit eine ausreichende Feuerhöhe erreicht wird, errichtete man auf dem Dach des Turmes einen Mast und montierte an dessen Spitze die Laterne.
Das Laternenhaus des Leuchtturms stammt von dem abgeschalteten Leuchtturm Meyers Legde neu, der ebenfalls in der Aussenweser steht und von 1906 bis 1918 zur Beleuchtung des damaligen Fahrwassers durch den Wurster Arm diente.
1959 wurde auf diesem Leuchtturm die erste Radarantenne zur Sicherung der Schifffahrt in der Außenweser installiert. 1992 wurde die Backstein-Außenhaut mit Aluminiumplatten verschalt, um die Bausubstanz vor Erosion zu schützen.
Der Leuchtturm wurde nach einem Umbau komplett automatisiert und ist seitdem unbewohnt. Die Räumlichkeiten und die Ausstattung der ehemaligen Leuchtturmwärter wie Telefon, Küche, Fernseher und Betten sind komplett erhalten geblieben, damit im Falle von Wartungsarbeiten entsprechende Unterbringungsmöglichkeiten für die Wartungstechniker vorhanden sind.